# Những người bạn
Những người bạn (tựa gốc tiếng Anh: Friends) là một loạt phim truyền hình hài kịch tình huống Mỹ do David Crane và Marta Kauffman sáng lập, công chiếu lần đầu tiên trên kênh National Broadcasting Company (NBC) vào ngày 22 tháng 9 năm 1994. Loạt phim chủ yếu xoay quanh đời sống xã hội và tình cảm của một nhóm bạn gồm 6 người tầm lứa tuổi 20 sinh sống và làm việc tại Manhattan, thành phố New York. Loạt phim sản xuất bởi Bright/Kauffman/Crane Productions, hợp tác cùng Warner Bros. Television. Những giám đốc sản xuất đầu tiên của loạt phim bao gồm Kevin S. Bright, Marta Kauffman và David Crane.
Kauffman và Crane bắt đầu thực hiện series phim "Những người bạn" dưới cái tên Insomnia Cafe vào tầm giữa tháng 11 và tháng 12 năm 1993. Họ giới thiệu ý tưởng này đến Bright, người từng hợp tác cùng họ trước đây và cùng lên kế hoạch viết 7 trang giới thiệu chương trình để gửi đến đài NBC. Sau vài lần thay đổi và viết lại kịch bản, bao gồm việc loạt phim sẽ được đặt tựa đề là "Six Of One" và "Friend Like Us", loạt phim cuối cùng thống nhất với tên "Những người bạn" và trình chiếu ở khung giờ 8:30 tối thứ Năm trên đài NBC. Phần ghi hình của loạt phim diễn ra tại Warner Bros. Studios ở Burbank, California trực tiếp trước các khán giả. Sau 10 mùa phim, tập phim cuối cùng được NBC tăng cường quảng bá và trình chiếu vào ngày 6 tháng 5 năm 2004, với tỉ suất người xem trung bình 52.5 triệu khán giả Mỹ theo dõi đã trở thành tập phim được xem nhiều nhất trong thập niên 2000 và là một trong những tập kết mùa thu hút nhiều người xem nhất lịch sử truyền hình.
"Những người bạn" nhận nhiều phản hồi tích cực trong suốt thời gian lên sóng và trở thành một trong những loạt phim hài kịch tình huống ăn khách nhất mọi thời đại. Loạt phim giành nhiều giải thưởng và vinh danh, trong đó có 62 đề cử cho giải Primetime Emmy; đồng thời đạt thành công về tỉ lệ khán giả khi giữ vững xếp hạng trong top 10 tỉ lệ người xem trong khung giờ vàng cuối cùng. Trong khi tạo được những ảnh hưởng văn hóa đáng kể, "Những người bạn" tiếp tục được trình chiếu trên toàn cầu với mỗi mùa phim phát hành qua định dạng DVD. Tiếp nối tập phim cuối cùng, một loạt phim ngoại truyện Joey cũng được thực hiện. Dàn diễn viên chính trong sitcom này đã quay lại buổi tái ngộ đặc biệt được công chiếu trên HBO Max vào 27 tháng 5, 2021.

## Tiền đề
Rachel Green bỏ trốn khỏi đám cưới của mình và tìm đến người bạn thời thơ ấu Monica Geller, một đầu bếp sinh sống tại thành phố New York. Họ trở thành bạn cùng phòng và Rachel gia nhập nhóm bạn độc thân của Monica, bao gồm: Joey Tribbiani — một diễn viên nghiệp dư gặp khó khăn trong công việc của mình, Chandler Bing — một nhân viên thuộc lĩnh vực kinh doanh, Phoebe Buffay — nhân viên xoa bóp kiêm nhạc công và anh trai của Monica, Ross Geller, một nhà cổ sinh vật học vừa ly dị. Để kiếm sống, Rachel trở thành hầu bàn tại Central Perk, một quán cà phê ở Manhattan nơi cả nhóm thường xuyên ghé thăm. Khi họ không ở quán, bộ sáu thường đến căn hộ của Monica và Rachel gần West Village hay tập trung tại căn hộ Joey và Chandler ngay đối diện hành lang.
Các tập phim chủ yếu xoay quanh những mối quan hệ tình cảm và vấn đề nghề nghiệp vui nhộn của những người bạn trong nhóm, như Joey liên tiếp đi thử vai hay Rachel thường xuyên đi tìm việc làm trong ngành thời trang. Cả sáu nhân vật đều trải qua nhiều cuộc tình và những mối quan hệ nghiêm túc, như Monica và Richard Burke hay Ross với Emily Waltham. Mối quan hệ phức tạp giữa Ross và Rachel luôn trở thành điểm nhấn trong suốt 10 mùa phim, họ liên tục hẹn hò rồi chia tay, Ross sau đó cưới Emily rồi ly hôn một thời gian ngắn sau đó, cuối cùng, anh và Rachel cùng nhau sinh con. Trong khoảng thời gian này, Chandler và Monica cũng hẹn hò và cưới nhau, Phoebe kết hôn với Mike Hannigan. Những nhân vật phụ thường xuyên xuất hiện trong phim bao gồm ba mẹ của Ross và Monica ở Long Island; vợ cũ của Ross cùng con trai của anh; bạn gái cũ của Chandler, Janice; em gái sinh đôi của Phoebe, Ursula; và thợ pha cà phê ở Central Perk, Gunther.

## Nhân vật
Loạt phim bao gồm 6 nhân vật chính xuyên suốt thời gian phát sóng, với nhiều nhân vật khác xuất hiện trong tất cả các mùa phim.
- Jennifer Aniston trong vai Rachel Green, người đam mê thời trang và là bạn thân thuở ấu thơ của Monica Geller. Rachel chuyển đến ở cùng Monica sau khi suýt cưới người mà cô không yêu, Barry Farber. Rachel và Ross Geller sau đó có mối tình chìm nổi cùng nhau suốt loạt phim. Rachel hẹn hò nhiều người đàn ông khác trong loạt phim, bao gồm gã hàng xóm người Ý, Paolo trong mùa 1; khách hàng Joshua Bergin trong mùa 4; trợ lý Tag trong mùa 7; và Joey Tribbiani trong mùa 10. Công việc đầu tiên của Rachel là bồi bàn ở quán cà phê Central Perk nhưng sau đó trở thành trợ lý mua hàng tại Bloomingdale's trong mùa 3 và là nhà tư vấn mua hàng tại Ralph Lauren trong mùa 5. Rachel và Ross có một đứa con gái tên là Emma trong tập "The One Where Rachel Has a Baby, Part Two". Trong tập cuối của loạt phim, Ross và Rachel thổ lộ tình cảm cùng nhau, khi Rachel từ bỏ công việc ở Paris để trở về bên Ross. Aniston từng xuất hiện trong một số loạt phim hài kịch tình huống không thành công trước khi đến với vai diễn Rachel trong "Những người bạn".[1]

- Courteney Cox trong vai Monica Geller, được xem là "người mẹ" của nhóm và là một đầu bếp,[1] cô được biết đến bởi tính cầu toàn, hách dịch, cạnh tranh và bị ám ảnh cưỡng chế.[3][4] Monica thường xuyên bị bạn bè châm chọc vì thân hình quá khổ lúc còn nhỏ, đặc biệt là bởi anh trai Ross. Monica làm việc như một đầu bếp trong nhiều nhà hàng xuyên suốt loạt phim. Mối quan hệ nghiêm túc đầu tiên của Monica là với người bạn lâu năm của gia đình Richard Burke, người hơn cô 21 tuổi. Cả hai giữ vững mối quan hệ cho đến khi Richard thổ lộ mình không có nguyện vọng có con như hy vọng của Monica. Monica và Chandler Bing bắt đầu hẹn hò sau khi cùng nhau qua đêm tại Luân Đôn trong tập cuối mùa 4, với đám cưới diễn ra ở mùa 7 và nhận nuôi một cặp song sinh vào cuối chương trình. Cox được biết đến từ Ace Ventura: Pet Detective (1994) hay Family Ties (1982–89) trước khi tham gia Những người bạn.[1]

- Lisa Kudrow trong vai Phoebe Buffay, một nhân viên massage kiêm nhạc công tự học. Phoebe sống ở vùng ven New York cùng mẹ cho đến khi bà tự tử và Phoebe phải sống lang thang. Phoebe tuy ngớ ngẩn nhưng rất thạo đời, thường mang theo chiếc đàn guitar bên mình, đồng thời sáng tác và hát những bài hát kỳ quặc. Cô có một người em sinh đôi "xấu xa" tên là Ursula, người cũng có tính cách ngớ ngẩn như Phoebe nhưng lại có vẻ ích kỷ và vô tâm. Phoebe có ba mối quan hệ nghiêm túc: tay cảnh sát Gary trong mùa 5, David trong mùa 1 cho đến khi anh chuyển đến Minsk cho một chương trình nghiên cứu và cùng Mike Hannigan trong một mối quan hệ chìm nổi trong mùa 9 và 10. Tuy David và Phoebe có tái hợp khi anh quay về, cô sau cùng từ chối anh ta và đính hôn với Mike trong mùa 9, với đám cưới diễn ra trong mùa 10. Vai diễn này lấy cảm hứng từ nhân vật bồi bàn Ursula Buffay cũng do Kudrow thủ vai trong loạt phim Mad About You của NBC.[5]

- Matt LeBlanc trong vai Joey Tribbiani, một người yêu thức ăn và là một diễn viên sống chật vật, nổi tiếng với vai diễn bác sĩ Drake Ramoray trong loạt phim truyền hình dài tập Days of Our Lives. Mặc dù bị cho là một tay lăng nhăng với nhiều mối quan hệ ngắn hạn, Joey lại là người hồn nhiên, ngây thơ, chu đáo và có thiện chí. Joey thường dùng câu chào cửa miệng "How you doin'?" để chinh phục phụ nữ, trong đó có cô em gái Jill của Rachel. Joey ở cùng người bạn thân Chandler trong nhiều năm và vài tháng sau đó cùng với Rachel. Anh phải lòng Rachel trong mùa 8, nhưng Rachel tế nhị từ chối. Sau cùng cả hai hẹn hò với nhau một cách ngắn ngủi trong mùa 10 và sau đó quyết định làm bạn. Trước khi gia nhập Những người bạn, LeBlanc từng tham gia một vai nhỏ trong Married... with Children và là nhân vật chính trong các phần hậu truyện Top of the Heap và Vinnie & Bobby.[6]

- Matthew Perry trong vai Chandler Bing, một nhân viên trong ngành khoa học thống kê và cấu trúc tái dữ liệu trong một hãng công ty đa quốc gia. Chandler sau đó bỏ việc và trở thành một copywriter nghiệp dư tại một công ty quảng cáo trong mùa 9. Chandler có một quá khứ gia đình dị biệt, khi là con trai của một nữ tiểu thuyết gia ngôn tình và một người đồng tính nam kiêm ngôi sao hóa trang thành nữ tại Las Vegas. Chandler biết đến bởi nét hài hước mỉa mai và vận rủi trong các mối quan hệ.[7] Chandler hẹn hò cùng Janice Hosenstein trong mùa 1 và sau đó chia tay với cô nhiều lần. Anh cưới Monica trong mùa 7 và nhận nuôi một cặp song sinh vào cuối chương trình. Giống như Aniston, Perry từng tham gia một vài loạt phim truyền hình hài kịch tình huống không thành công trước khi bén duyên với Những người bạn.[8]

- David Schwimmer trong vai Ross Geller, anh trai của Monica Geller, một nhà cổ sinh vật học làm việc tại Bảo tàng Lịch sử Tự nhiên Hoa Kỳ và sau đó là giáo sư tại Đại học New York. Ross là một người đàn ông dịu dàng và hóm hỉnh, mặc cho đôi lúc trở nên lúng túng và vụng về trong giao tiếp. Ross có mối quan hệ chìm nổi cùng Rachel trong suốt loạt phim. Anh từng có 3 cuộc hôn nhân đổ vỡ trong chương trình: Rachel, Emily và Carol, một người đồng tính nữ và là mẹ của Ben, con trai anh. Các cuộc hôn nhân thất bại chủ yếu vì tính hoang tưởng và ghen tuông của anh, trong khi các cuộc ly hôn trở thành một điểm hài hước trong loạt phim. Anh và Rachel có một đứa con gái tên là Emma vào cuối mùa 8 và thổ lộ tình cảm cùng nhau trong tập phim cuối cùng. Trước khi được tuyển vai trong Những người bạn, Schwimmer đã sắm một vai nhỏ trong The Wonder Years và NYPD Blue.[1]

## Diễn viên
Dàn diễn viên chính của Những người bạn
- Aniston năm 2008
- Cox năm 1995
- Kudrow năm 2009
- LeBlanc năm 1995
- Perry năm 2010
- Schwimmer năm 2011

Trong hợp đồng bàn đần của các diễn viên ở mùa đầu tiên, họ chỉ được trả 22.500 đô-la Mỹ cho mỗi tập phim. Ở mùa thứ hai, cả nhóm nhận những số lương khác nhau, dao động từ 20.000 đến 40.000 đô-la Mỹ mỗi tập. Trước khi đàm phán về cát-xê cho mùa thứ ba, các diễn viên quyết định muốn nhận số lương ngang nhau, bất chấp những thỏa thuận khác nhau cho từng diễn viên của hãng Warner Bros. Chính vì thế, những thành viên trong nhóm phải bù lương của mình cho thành viên trả lương thấp nhất, với Aniston và Schwimmer phải giảm cát-xê của mình. Các ngôi sao của loạt phim được trả 75.000 đô-la Mỹ mỗi tập ở mùa 3, 85.000 đô-la Mỹ ở mùa 4, 100.000 đô-la Mỹ ở mùa 5, 125.000 đô-la Mỹ ở mùa 6, 750.000 đô-la Mỹ ở mùa 7 và 8. Ở mùa 9 và 10, số tiền lên đến 1 triệu đô-la Mỹ, giúp Aniston, Cox và Kudrow trở thành những nữ diễn viên truyền hình được trả thù lao cao nhất mọi thời đại. Cả nhóm cũng đồng thời bắt đầu nhận tiền bản quyền phát sóng loạt phim từ mùa thứ 5. Vào thời điểm này, lợi nhuận trích từ phần sinh lời của chương trình thường chỉ được đưa đến những ngôi sao nắm quyền sở hữu của chương trình ấy, như Jerry Seinfeld hay Bill Cosby.
Người sáng lập loạt phim David Crane muốn cả sáu diễn viên đều nổi tiếng như nhau và loạt phim được khen ngợi về việc trở thành "chương trình 'tập thể' đích thực đầu tiên". Những diễn viên trong nhóm đều cố gắng để giữ lấy tính tập thể của loạt phim và không cho phép bất cứ thành viên nào chiếm ưu thế; họ tham gia vào những hạng mục giống nhau của các giải thưởng, chọn tham gia những cuộc thương lượng thù lao tập thể và ngỏ ý cùng nhau thực hiện những bìa tạp chí trong mùa đầu tiên. Ngoài đời, các diễn viên đồng thời cũng là bạn thân, điều này khiến ngôi sao khách mời Tom Selleck có cảm giác bị bỏ rơi.
Sau khi loạt phim kết thúc, các diễn viên vẫn tiếp tục là bạn tốt với nhau, đáng chú ý nhất là Cox và Aniston, khi Aniston làm mẹ đỡ đầu cho con gái của Cox và David Arquette, Coco. Trong cuốn sách lưu niệm tạm biệt Friends 'Til the End, mỗi diễn viên đều thừa nhận trong phần phỏng vấn của mình rằng cả nhóm đã trở thành gia đình của họ.

## Tập phim
| Mùa | Mùa | Số tập | Ngày công chiếu      | Ngày công chiếu     |
| Mùa | Mùa | Số tập | Tập đầu mùa          | Tập kết mùa         |
| --- | --- | ------ | -------------------- | ------------------- |
|     | 1   | 24     | 22 tháng 9 năm 1994  | 18 tháng 5 năm 1995 |
|     | 2   | 24     | 21 tháng 9 năm 1995  | 16 tháng 5 năm 1996 |
|     | 3   | 25     | 19 tháng 9 năm 1996  | 15 tháng 5 năm 1997 |
|     | 4   | 24     | 25 tháng 9 năm 1997  | 7 tháng 5 năm 1998  |
|     | 5   | 24     | 24 tháng 9 năm 1998  | 20 tháng 5 năm 1999 |
|     | 6   | 25     | 23 tháng 9 năm 1999  | 18 tháng 5 năm 2000 |
|     | 7   | 24     | 12 tháng 10 năm 2000 | 17 tháng 5 năm 2001 |
|     | 8   | 24     | 27 tháng 9 năm 2001  | 16 tháng 5 năm 2002 |
|     | 9   | 24     | 26 tháng 9 năm 2002  | 15 tháng 5 năm 2003 |
|     | 10  | 18     | 25 tháng 9 năm 2003  | 6 tháng 5 năm 2004  |

### Mùa 1
Mùa phim đầu tiên giới thiệu 6 nhân vật chính: Rachel, Monica, Phoebe, Joey, Chandler và Ross. Rachel tìm đến Central Perk sau khi bỏ trốn khỏi đám cưới với hôn phu Barry và dọn đến ở cùng với Monica, người bạn thân của cô thời trung học. Ross, người thầm mến Rachel từ khi cả hai còn ở trường trung học, liên tục cố gắng thổ lộ tình cảm của mình với cô. Dù vậy, anh luôn gặp phải chướng ngại, như khi chuẩn bị có con với người vợ cũ là đồng tính nữ, Carol. Joey là một diễn viên độc thân sống chật vật, trong khi Phoebe là một nhân viên massage mang tính cách "điên rồ" dựa trên những rắc rối lúc nhỏ sau khi mẹ cô tự sát. Chandler chia tay với cô bạn gái Janice (Maggie Wheeler), người thường xuyên có mặt trong những mùa sau này. Vào cuối mùa phim, Chandler vô tình tiết lộ tình cảm của Ross với Rachel, người nhận ra mình cũng có cảm nhận tương tự. Mùa phim kết thúc khi Rachel đứng chờ Ross tại sân bay sau một chuyến đi.

### Mùa 2
Mùa phim thứ hai bắt đầu khi Rachel đứng đợi Ross tại sân bay để bày tỏ tình cảm của cô dành cho anh. Dù vậy, cô biết anh đang hẹn hò Julie (Lauren Tom), người mà anh quen biết từ lúc tốt nghiệp. Ý định muốn thổ lộ tình cảm của Rachel tương tự như ở Ross trong mùa đầu tiên, mặc dù cả hai sau cùng lại bắt đầu một mối quan hệ cùng nhau. Joey được tuyển vai cho phiên bản hư cấu của loạt phim truyền hình dài tập Days of Our Lives, nhưng nhân vật của anh bị giết chết sau khi gặp mâu thuẫn với biên kịch phim. Chandler trở lại với Janice, cô bạn gái cũ từ mùa phim đầu. Monica bắt đầu hẹn họ với Richard (Tom Selleck), một người bạn đã ly hôn của gia đình cô và hơn cô 21 tuổi. Ở cuối mùa phim, họ chia tay khi nhận ra Richard không muốn có con như Monica luôn mong muốn.

### Mùa 3
Mùa thứ 3 được kéo dài hơn bình thường. Rachel bắt đầu làm việc tại Bloomingdale's, một hệ thống cửa hàng bán đồ cao cấp và Ross trở nên ghen tuông với đồng nghiệp của cô là Mark. Khi Rachel quyết định tạm dừng mối quan hệ, Ross đau khổ và qua đêm cùng Chloe trong lúc say, khiến Rachel phải chia tay với anh. Trong lúc đó, Chandler đối mặt cuộc chia tay của họ một cách khó khăn vì chúng làm anh nhớ đến vụ ly hôn của cha mẹ mình. Sau khi tin rằng mình không có gia đình, ngoại trừ cô em gái song sinh Ursula (Lisa Kudrow), Phoebe trở nên gắn bó với cậu em cùng cha khác mẹ (Giovanni Ribisi) và mẹ ruột của mình (Teri Garr). Joey bắt đầu có mối quan hệ tình cảm cùng cộng sự Kate (Dina Meyer), trong khi Monica lại có cảm tình với tay triệu phú Pete Becker (Jon Favreau) nhưng sau cùng đổ vỡ vì những bất đồng giữa cả hai.

### Mùa 4
Trong tập đầu mùa 4, Ross và Rachel tái hợp sau khi Ross giả vờ đọc một bức thư dài mà Rachel gửi cho anh và sau đó cả hai lại tan vỡ một cách nhanh chóng. Joey hẹn hò cùng Kathy (Paget Brewster), một cô gái mà Chandler có cảm tình. Kathy và Chandler sau đó hôn nhau, khiến cho Chandler và Joey giận dỗi. Phoebe trở thành người mang thai hộ cho em trai và Alice (Debra Jo Rupp), người vợ của anh ta. Sau một vụ cá cược, Monica và Rachel buộc phải đổi căn hộ cho Joey và Chandler, nhưng sau đó mọi thứ trở lại như cũ khi Monica và Rachel hối lộ cho hai chàng trai vé cả mùa của đội Knicks và một nụ hôn kéo dài 1 phút giữa các cô gái. Ross bắt đầu hẹn hò một người phụ nữ Anh tên là Emily (Helen Baxendale) và mùa phim kết thúc trong đám cưới của họ tại Luân Đôn. Trong thời gian tại lễ cưới, Chandler và Monica ngủ cùng nhau, trong khi Rachel quyết định đến dự buổi lễ. Trong lúc tuyên thệ, Ross vô tình đọc nhầm tên của Rachel tại lễ đường, khiến cho quan khách và cô dâu phải hoảng hốt.

### Mùa 5
Mùa phim thứ 5 cho thấy Monica và Chandler cố gắng giữ bí mật về mối quan hệ của hai người khỏi nhóm bạn của mình. Phoebe sinh ba trong tập phim thứ 100, bao gồm một bé trai, Frank Jr. Jr. và hai bé gái Leslie và Chandler. Emily đưa ra đề nghị duy nhất để duy trì tình cảm với Ross là phải chấm dứt liên lạc với Rachel. Ross đồng ý, nhưng trong bữa tối sau cùng của cả sáu nhân vật chính cùng nhau, Emily gọi cho Ross và biết Rachel vẫn còn ở cùng anh. Do không thể tin anh hơn nữa, cô quyết định chấm dứt mối quan hệ. Phoebe bắt đầu có mối quan hệ cùng cảnh sát Gary (Michael Rapaport), sau khi tìm thấy phù hiệu của anh và sử dụng nó. Monica và Chandler công bố tình cảm của mình, khiến các bạn mình bất ngờ và hạnh phúc. Họ quyết định kết hôn trong chuyến đi đến Las Vegas nhưng sau đó thay đổi dự định sau khi chứng kiến Ross và Rachel say khướt bước ra khỏi nơi tổ chức tiệc cưới.

### Mùa 6
Trong mùa phim thứ 6, cuộc hôn nhân của Ross và Rachel được tiết lộ là sai lầm lúc say và cả hai muốn từ bỏ mối quan hệ này. Ross sau đó nhận ra mình không thể ly hôn lần thứ 3 và cố gắng giữ bí mật với Rachel, dù vậy họ vẫn ly hôn một vài tập sau đó. Monica và Chandler dời về ở cùng nhau, khiến Rachel phải chuyến đến căn hộ của Phoebe. Joey nhận một vai diễn trong chương trình truyền hình Mac and C.H.E.E.S.E., nơi anh phải đóng cùng với một người máy. Ross nhận công việc giảng dạy tại Đại học New York và bắt đầu hẹn hò một cách ngắn ngủi với một trong số những sinh viên của mình, Elizabeth (Alexandra Holden). Khi căn hộ của Phoebe và Rachel bị cháy, Rachel phải đến ở cùng Joey trong khi Phoebe chuyển đến cùng Chandler và Monica. Chandler sau cùng đã cầu hôn Monica, cô đồng ý cho dù bạn trai cũ Richard thổ lộ tình cảm cho cô.

### Mùa 7
Mùa thứ 7 chủ yếu tập trung vào Monica và Chandler, những người bắt đầu kế hoạch đám cưới và gặp phải vấn đề tài chính. Chương trình Mac and C.H.E.E.S.E của Joey bị hủy, nhưng anh lại được mời trở lại trên chương trình Days of Our Lives. Căn hộ của Phoebe được sửa chữa nhưng chỉ gồm một phòng ngủ lớn thay vì hai như trước, khiến Rachel quyết định ở lại với Joey. Mùa phim kết thúc khi Monica và Chandler tổ chức đám cưới, nơi Phoebe và Rachel tìm thấy một que thử thai mang kết quả dương tính trong phòng tắm.

### Mùa 8
Trong mùa phim thứ 8, que thử thai mang kết quả dương tính được tiết lộ thuộc về Rachel. Ross là cha của đứa bé sau một cuộc điều tra có liên quan đến chiếc áo màu đỏ. Rachel và Ross quyết định nuôi đứa bé nhưng không quay lại với nhau. Joey nuôi giữ tình cảm cùng Rachel nhưng cô không đáp trả. Rachel hạ sinh bé Emma trong tập kết mùa. Tại bệnh viện, mẹ của Ross đưa cho anh chiếc nhẫn đính hôn vì bà muốn anh cưới Rachel. Ross từ chối nhưng vẫn giữ lại chiếc nhẫn, mà sau cùng Joey nhặt được và vô tình cầu hôn Rachel. Cô mở lời đồng ý khi nghĩ anh đang cầu hôn mình.

### Mùa 9
Mùa thứ 9 bắt đầu khi Ross và Rachel bắt đầu sống cùng phòng với bé Emma. Monica và Chandler cố gắng thụ thai nhưng bất thành khi biết họ gặp hạn chế về sức khỏe. Phoebe bắt đầu hẹn hò Mike Hannigan (Paul Rudd) thay vì anh chàng bạn trai cũ David (Hank Azaria). Rachel và Emma dọn đến cùng Joey ở giữa mùa phim và Rachel bắt đầu có những trải nghiệm tình cảm dành cho Joey, trong khi nhóm bạn cố gắng đưa Ross và Rachel trở lại. Nhóm đến Barbados trong tập kết mùa để nghe Ross thuyết trình chính trong một buổi hội thảo cổ sinh vật học. Joey và bạn gái Charlie (Aisha Tyler) chia tay và cô lại bắt đầu có mối quan hệ cùng Ross. Sau cùng, Joey và Rachel đáp trả tình cảm của nhau và hôn nhau trong đoạn kết mùa.

### Mùa 10
Mùa phim cuối cùng kết thúc nhiều câu chuyện kéo dài. Charlie chia tay với Ross và trở về với bạn trai cũ. Joey và Rachel cố gắng làm hòa với Ross, quyết định kết thúc mối quan hệ và làm bạn cùng nhau. Phoebe và Mike lấy nhau vào giữa mùa phim bên ngoài quán cà phê Central Perk. Monica và Chandler đăng ký nhận nuôi một đứa bé và được Erica (Anna Faris) chấp nhận. Trong tập cuối cùng, Erica hạ sinh một cặp song sinh và khiến Monica và Chandler sửng sốt—một bé trai, Jack (đặt theo tên cha Monica) và một bé gái, Erica (đặt theo tên mẹ ruột). Monica và Chandler cũng chuẩn bị dời về vùng ngoại ô, khiến Joey buồn bã vì nhiều biến đổi trong cuộc sống. Rachel bị đuổi việc và nhận một công việc tại Paris, khi Ross nhận ra mình yêu cô ấy, anh đuổi theo cô. Rachel sau đó hủy bỏ chuyến đi đến Paris, thổ lộ tình cảm cùng Ross và ở lại cùng anh. Loạt phim kết thúc khi tất cả nhân vật chính cùng những đứa con của Monica và Chandler bước ra khỏi căn hộ, đi đến Central Perk để uống ly cà phê sau cùng.

## Sản xuất

### Triển khai
David Crane và Marta Kauffman bắt đầu phát triển 3 mở đầu phim truyền hình mới—dự kiến công chiếu vào năm 1994—sau khi loạt phim hài kịch tình huống Family Album bị đài CBS dừng phát sóng vào năm 1993. Kauffman và Crane quyết định đệ trình một loạt phim về "6 người trong độ tuổi 20 cố gắng tạo dựng cuộc sống tại Manhattan" đến cho hãng NBC, khi họ nghĩ đây là nơi phù hợp nhất. Crane và Kauffman đưa ý tưởng này đến cộng sự sản xuất Kevin Bright, nhà điều hành sản xuất loạt phim hãng HBO Dream On. Ý tưởng hình thành khi Crane và Kauffman bắt đầu nghĩ về khoảng thời gian họ tốt nghiệp đại học và bắt đầu tự lập tại New York; Kauffman tin rằng họ tìm đến khoảng thời gian mà tương lai "giống như một dấu chấm hỏi." Họ thấy ý tưởng này thú vị khi tin rằng "mọi người đều biết đến cảm giác ấy" và vì đây cũng là cách mà họ cảm nhận về cuộc sống của chính mình vào thời điểm trên. Cả nhóm gọi loạt phim bằng tựa đề Insomnia Cafe và đưa ý tưởng dưới dạng 7 trang giới thiệu đến hãng NBC vào tháng 12 năm 1993.
Ở thời điểm đó, Warren Littlefield, chủ tịch đương thời của hãng NBC Entertainment, đang tìm kiếm thể loại phim hài kịch có liên quan đến những người trẻ chung sống và chi trả chi phí cùng nhau. Littlefield muốn nhóm bạn trẻ này cùng chia sẻ những thời khắc đáng nhớ trong đời mình, những người trở thành "những thành viên mới và đại diện gia đình." Dù vậy, Littlefield lại gặp khó khăn để đưa ý tưởng này vào đời thực và cảm thấy những kịch bản do NBC thực hiện đều không có tiến triển tốt. Khi Kauffman, Crane và Bright đệ trình Insomnia Cafe, Littlefield bị ấn tượng bởi tính tường tận mà họ thấu hiểu các nhân vật của mình. NBC quyết định mua lại ý tưởng tập phim đầu tiên của loạt phim, mạo hiểm hình phạt tài chính nếu tập phim này không được ghi hình. Kauffman và Crane trải qua 3 ngày sáng tác kịch bản tập đầu tiên, với tên gọi của loạt phim lúc này đổi sang Friends Like Us. Littlefield muốn chương trình phải đại diện cho Thế hệ X và khám phá thể loại kết thân mới, nhưng cả ba đều không có chung suy nghĩ. Crane cho rằng đây không phải là chương trình dành riêng cho một thế hệ nào và muốn sản xuất một loạt phim mà mọi người đều muốn xem. NBC phê chuẩn kịch bản tập đầu và đặt mua loạt phim dưới cái tên Six of One, vì tựa đề cũ trùng với một loạt phim hài kịch tình huống khác của đài ABC These Friends of Mine.

### Tuyển vai

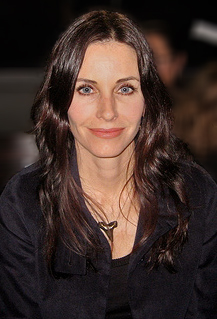
Các nhà sản xuất muốn Courteney Cox (ảnh) vào vai Rachel và Jennifer Aniston cho vai Monica; dù vậy, Cox lại từ chối và yêu cầu nhận vai Monica.

Từ khi công bố là dự án và được phê chuẩn bởi NBC, Littlefield thông báo nhận nhiều cuộc gọi từ mọi nhà đại diện trong thành phố, mong muốn khách hàng của họ tham gia trong loạt phim. Các buổi thử vai cho những nhân vật chính diễn ra tại New York và Los Angeles. Đạo diễn tuyển vai rút ngắn từ 1.000 diễn viên đăng ký cho mỗi vai xuống còn 75 người, với mỗi người được gọi lại để dượt thoại trước Crane, Kauffman và Bright. Vào cuối tháng 3, số diễn viên tiềm năng giảm xuống chỉ còn từ 3 đến 4 người cho mỗi vai và được mời dượt thoại cùng Les Moonves, chủ tịch đương thời của hãng Warner Bros. Television.
Từng cộng tác cùng David Schwimmer, các nhà sáng lập chương trình nhắm sẵn nhân vật Ross theo hình tượng Schwimmer và anh là diễn viên đầu tiên tuyển vai. Cox muốn vào vai Monica, nhưng các nhà sản xuất lại hình dung cô với nhân vật Rachel bởi "năng lượng vui vẻ và lạc quan", khiến họ không nhìn nhận cô ở vai Monica; sau phần tuyển vai của Cox, Kauffman đồng tình và giao cho cô vai diễn này. Khi Matt LeBlanc dự tuyển cho vai Joey, anh đưa ra một "câu chuyện khác biệt" cho nhân vật này. Dàn biên kịch ban đầu không có ý định mang tính cách khờ khạo cho Joey, nhưng lại cảm thấy đây là khởi nguồn chính của sự hài hước. LeBlanc còn chỉ ra tấm lòng chất phác của nhân vật này, điều mà các biên kịch không nhận ra ở Joey. Cho dù Crane và Kauffman không muốn LeBlanc nhận vai vào thời điểm trên, hãng truyền hình đã yêu cầu họ đưa cho anh vai diễn này. Jennifer Aniston, Matthew Perry và Lisa Kudrow cũng được tuyển từ các lần thử vai trước đó.
Nhiều thay đổi đến câu chuyện của loạt phim diễn ra trong giai đoạn tuyển vai này. Dàn biên kịch cảm thấy cần phải chỉnh lý các nhân vật sao cho phù hợp với diễn viên và quá trình khám phá các nhân vật diễn ra trong xuyên suốt mùa phim đầu tiên. Kauffman thừa nhận nhân vật của Joey đã trở thành "một cá thể hoàn toàn mới" và nó chỉ diễn ra "khi chúng tôi thực hiện tập phim Lễ tạ ơn đầu tiên và nhận ra Monica điên rồ đến mức nào".

### Sáng tác
Nhiều tuần sau khi đài NBC quyết định chọn sản xuất Những người bạn, Crane, Kauffman và Bright phải duyệt lại kịch bản dự bị cho những loạt phim truyền hình khác, chủ yếu là những tập phim Seinfeld chưa sản xuất. Kauffman và Crane thuê một đội ngũ gồm 7 biên kịch trẻ tuổi, vì "khi ở độ tuổi 40, bạn không thể thực hiện được nữa. Hãng sản xuất và xưởng phim muốn tìm những người trẻ vừa bước khỏi ngưỡng cửa đại học". Các nhà sáng lập cảm thấy khi sử dụng ngang bằng cùng lúc 6 nhân vật, thay vì chú trọng ở 1 hay 2, sẽ giúp "mở rộng nhiều cốt truyện và đưa cho chương trình nhiều hướng đi". Đa số ý tưởng cốt truyện đều do dàn biên kịch thực hiện, cho dù được các diễn viên thêm thắt các ý tưởng. Dàn biên kịch ban đầu dự định một chuyện tình quan trọng giữa Joey và Monica, khi cả hai là các nhân vật gợi cảm nhất trong kịch bản đệ trình. Ý tưởng mối tình lãng mạn giữa Ross và Rachel hình thành trong quá trình Kauffman và Crane sáng tác kịch bản mở đầu.
Trong lúc sản xuất tập đầu tiên, NBC yêu cầu kịch bản nên chia thành một cốt truyện chi phối và những chi tiết nhỏ khác, nhưng dàn biên kịch đã từ chối, khi muốn có 3 cốt truyện tồn tại song song. NBC còn cho rằng dàn diễn viên quá non trẻ và đề nghị một nhân vật già dặn hơn nhằm đưa lời khuyên đến những người trẻ tuổi. Crane và Kauffman miễn cưỡng đồng ý và viết một bản nháp của tập đầu với sự xuất hiện của "Pat the Cop". Crane cảm thấy câu chuyện rất tồi và Kauffman bông đùa rằng "Bạn biết quyển sách cho trẻ em, Pat the Bunny chứ? Chúng tôi có Pat the Cop". NBC sau cùng loại bỏ ý tưởng này. Ngoại trừ tập cuối, tất cả tập phim đều có định dạng tựa đề "The One...".
Mỗi mùa chiếu vào tháng 6, 7 và 8 tại Hoa Kỳ, các nhà sản xuất thường phác thảo câu chuyện cho mùa phim kế tiếp. Trước khi một tập được sản xuất, Kauffman và Crane thường duyệt lại kịch bản của biên kịch khác, chủ yếu nhằm loại bỏ yếu tố sai lệch ở loạt phim hoặc một nhân vật. Tách biệt với những cốt truyện khác, ý tưởng tình cảm giữa Joey và Rachel chỉ mới quyết định ở nửa sau mùa 8. Các nhà sáng lập không muốn Ross và Rachel trở lại với nhau quá sớm và trong lúc tìm kiếm một chướng ngại tình cảm, một biên kịch đề nghị một câu chuyện lãng mạn cùng Joey. Câu chuyện này sáp nhập vào mùa phim; dù vậy, khi các diễn viên sợ câu chuyện sẽ khiến các nhân vật của họ không còn dễ mến nữa, câu chuyện được rút gọn, cho đến khi đề cập lại trong tập kết mùa. Trong mùa phim thứ 9, các biên kịch phân vân về lượng câu chuyện liên quan đến đứa bé của Rachel, khi họ không muốn chương trình tập trung vào đứa bé nhưng cũng không thể ngó lơ nhân vật này. Crane chia sẻ họ phải mất một thời gian để chấp nhận ý tưởng của mùa phim thứ 10, khi họ có vừa đủ câu chuyện để kể trong mùa phim. Kauffman và Crane cũng quyết định không tiếp tục thực hiện mùa phim thứ 11, ngay cả nếu dàn diễn viên có đồng tình đi chăng nữa.

### Ghi hình

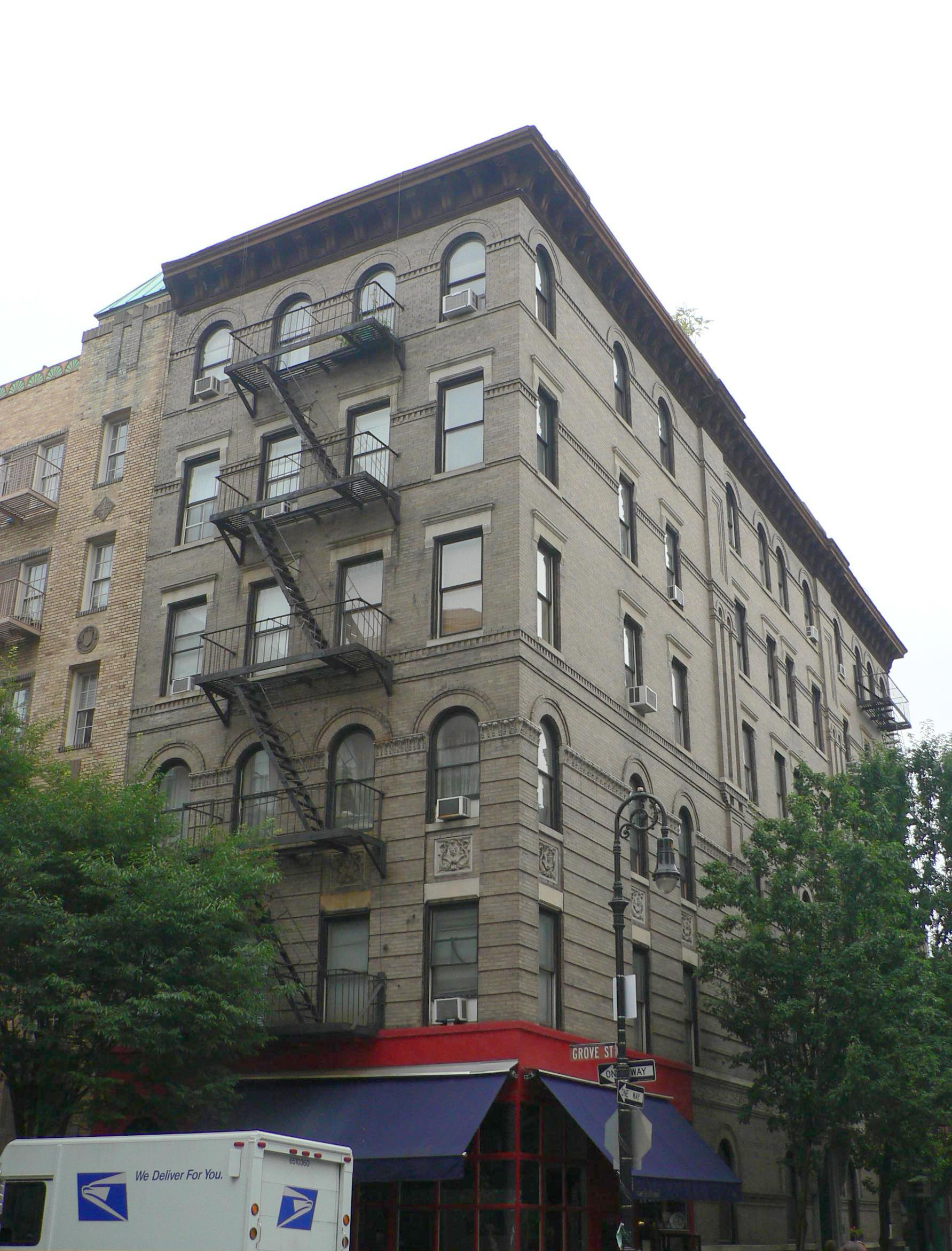
Tòa nhà tọa lạc tại số 90 Đường Bedford, Greenwich Village sử dụng làm dãy căn hộ của các nhân vật chính, thường xuất hiện trong các chuyển cảnh hoặc quay ngoại cảnh.

Mùa phim đầu tiên ghi hình tại Stage 5 ở Warner Bros. Studios, Burbank, California. Ban điều hành NBC cho rằng phối cảnh quán cà phê có thể quá mới mẻ và đề nghị chuyển sang khung cảnh một quán ăn, nhưng sau cùng giữ nguyên bối cảnh gốc. Cảnh quay tiêu đề phim ghi hình tại đài phun nước Warner Bros. Ranch trong tiết trời lạnh giá lúc 4 giờ sáng tại Burbank. Đầu mùa hai, toàn bộ bối cảnh được chuyển sang Stage 24, với diện tích lớn hơn và đổi tên thành "The Friends Stage" sau khi loạt phim kết thúc. Phim bắt đầu ghi hình vào giữa mùa chiếu tháng 6, 7 và 8 ở Hoa Kỳ vào năm 1994, trực tiếp trước khán giả tại trường quay, những người được cung cấp một bản tóm tắt cả loạt phim nhằm hiểu rõ 6 nhân vật chính; một diễn viên hài cũng xuất hiện để pha trò cho khán giả giữa các cảnh quay. Mỗi tập phim dài 22 phút phải mất đến 6 giờ ghi hình—gấp đôi thời lượng quay của hầu hết các phim hài kịch tình huống khác—vì phần lớn phải thực hiện nhiều lần quay và viết lại kịch bản.
Cho dù các nhà sản xuất luôn muốn tìm những câu chuyện phù hợp theo địa điểm thuận lợi trong tiền đề, Những người bạn chưa bao giờ ghi hình tại New York. Bright cảm thấy ghi hình bên ngoài trường quay khiến tập phim mất đi sự hài hước—ngay cả khi nhiều lần ghi hình ngoại cảnh—và cho rằng khán giả trực tiếp là một phần quan trọng của loạt phim. Khi loạt phim bị chỉ trích vì đề cập đến New York một cách không chính xác, với chi tiết nhóm bạn đều gặp khó khăn về tài chính nhưng vẫn thuê những căn hộ lớn, Bright chỉ ra rằng bối cảnh phải đủ lớn cho các máy ghi hình, ánh sáng hoạt động và "cho khán giả có thể chứng kiến những gì đang diễn ra"; và bối cảnh căn hộ cũng phải đủ rộng để các diễn viên thực hiện các kịch bản hài hước. Tập kết mùa thứ 4 ghi hình tại Luân Đôn vì các nhà sản xuất nhận thức được tầm phổ biến của loạt phim tại Anh Quốc. Các cảnh quay ghi hình tại trường quay có 3 cụm khán giả với tổng cộng 500 người ở mỗi cụm, đánh dấu lần sở hữu khán giả đông đảo nhất loạt phim. Tập kết mùa thứ 5, với bối cảnh tại Las Vegas ghi hình tại Warner Bros. Studios.

### Trình chiếu
Sau khi tập phim sản xuất đầu tiên vực dậy kỳ vọng của NBC, loạt phim được trình chiếu dưới cái tên Những người bạn vào ngày 22 tháng 9 năm 1994, vào khung giờ 8 giờ 30 phút thứ Năm hàng tuần. Tập phim đầu tiên chiếu giữa hai loạt phim Mad About You và Seinfeld, với gần 22 triệu khán giả Hoa Kỳ theo dõi. Dựa theo những thành công trong thời gian phát sóng, khi nằm trong số những chương trình quan trọng đêm thứ Năm của NBC, Những người bạn được đài xếp vào mục Must See TV. Crane thông báo có khả năng thực hiện mùa phim thứ 9 vào năm 2001, khiến các nhà phê bình tin rằng anh đang giả vờ và sẽ có ít nhất 2 trong số dàn diễn viên chính không trở lại. Khi Những người bạn xác định trở lại ở mùa thứ 9, thông tin đưa ra với mức tiền—trị giá 7 triệu đô-la Mỹ một tập—là yếu tố giúp loạt phim trải qua thêm một mùa nữa.
Sau khi dự kiến mùa phim thứ 9 sẽ là sản phẩm cuối cùng, NBC ký một hợp đồng vào tháng 12 năm 2002 để mang loạt phim trở lại trong mùa 10. Đội ngũ sáng tạo của loạt phim không muốn đàm phán gia hạn cho đến năm sau và muốn bắt đầu sáng tác các tập còn lại của mùa 9 và khả năng mùa 10. NBC đồng ý trả 10 triệu đô-la Mỹ cho hãng Warner Bros. để sản xuất mỗi tập của mùa phim thứ 10, mức giá cao nhất trong lịch sử của bất kỳ một loạt phim truyền hình dài 30 phút nào. Dù NBC không thể mang lại đủ doanh thu từ quảng cáo để bù lại số tiền đã bỏ ra, loạt phim vẫn chiếm trọn lịch chiếu đêm thứ 5, giành tỉ lệ người xem cao lẫn lợi nhuận cho các loạt phim khác. Dàn diễn viên yêu cầu mùa thứ 10 phải giảm từ 24 tập thông thường xuống 18 tập nhằm giúp họ thực hiện những dự án khác.

### Tập cuối
Các nhà sáng lập loạt phim hoàn thành bản nháp đầu tiên của tập phim cuối cùng kéo dài 1 tiếng vào tháng 1 năm 2004, tức 4 tháng trước khi công chiếu. Crane, Kauffman và Bright xem những cái kết từ các loạt phim hài kịch tình huống khác để chuẩn bị phác thảo cho tập phim này, đồng thời chú ý đến những gì có hoặc không hiệu quả. Họ cảm mến những cái kết đúng theo tinh thần của loạt phim và gọi tập cuối của The Mary Tyler Moore Show là tiêu chuẩn vàng. Crane, Kauffman và Bright gặp khó khăn trong việc sáng tác tập cuối và dành ra vài ngày suy nghĩ về cảnh cuối cùng mà không viết thành chữ. Họ không muốn thực hiện "thứ gì đó quá sắp đặt hoặc thiếu màu sắc của chương trình." Các phần then chốt của tập cuối được ghi hình mà không có khán giả tại trường quay mà chỉ có một lượng ít đoàn làm phim. Dàn diễn viên yêu thích tập phim cuối và tự tin rằng khán giả hâm mộ cũng sẽ phản ứng tương tự.
Hãng NBC tăng cường quảng bá tập cuối của Những người bạn, với nhiều tuần xuất hiện rộng khắp trên các phương tiện truyền thông trước khi công chiếu ngày 6 tháng 5 năm 2004. Các chi nhánh địa phương của NBC tổ chức nhiều bữa tiệc trình chiếu khắp Hoa Kỳ, bao gồm một sự kiện trình chiếu đặc biệt tập cuối trên màn hình Astrovision ngoài trời tại Universal CityWalk. Tập cuối là chủ đề của hai tập Dateline NBC, một chương trình tạp chí thời sự trên truyền hình, với một tập kéo dài 2 tiếng đồng hồ. Một tập hồi tưởng bao gồm trích đoạn của những tập trước kéo dài 1 tiếng được trình chiếu trước khi phát sóng tập cuối. Sau tập cuối, The Tonight Show with Jay Leno ghi hình tại phim trường quán cà phê Central Perk của Những người bạn, với sự xuất hiện của những diễn viên chính với tư cách khách mời. Mức giá quảng cáo trung bình trong tập cuối đạt mức 2 triệu đô-la Mỹ cho 30 giây quảng cáo, phá vỡ kỷ lục của tập cuối Seinfeld với 1.7 triệu đô-la Mỹ.

## Ảnh hưởng

### Đánh giá chuyên môn
Những đánh giá ban đầu của loạt phim đa số là trung lập và giành số điểm 59/100 trên trang mạng tổng hợp đánh giá Metacritic, dựa trên 20 bình luận mẫu, đồng nghĩa với mức đánh giá trái chiều. Tom Feran từ The Plain Dealer viết rằng loạt phim mang đến trạng thái "mơ hồ và ít thành công hơn phong cách dạo chơi của Seinfeld", trong khi Ann Hodges từ Houston Chronicle cho rằng loạt phim "muốn trở thành một Seinfeld mới nhưng sẽ không bao giờ hài hước như Seinfeld." Trên tờ Los Angeles Daily News, Ray Richmond gọi đây là "một trong những [loạt phim] hài tươi sáng hơn của mùa chiếu mới" và The Los Angeles Times gọi đây "chắc chắn là loạt phim hài xuất sắc nhất của mùa chiếu mới." Ginny Holbert của Chicago Sun-Times cảm thấy đặc điểm nhân vật Joey và Rachel kém phát triển, trong khi Richmond khen ngợi tính "trẻ trung, dễ mến" của dàn diễn viên, cùng nét kết hợp "ăn ý" giữa họ. Robert Bianco từ USA Today gọi Schwimmer "tuyệt vời", đồng thời khen ngợi dàn diễn viên nữ chính nhưng lo lắng vai diễn của Perry "mơ hồ" và LeBlanc "dựa dẫm quá nhiều vào tính cách khờ khạo một cách mệt mỏi mà anh từng hai lần thử sức." Tác giả cuốn Friends Like Us: The Unofficial Guide to Friends cho rằng dàn diễn viên "cố gắng hơi quá sức", đặc biệt ở Perry và Schwimmer.
Theo tiến triển của loạt phim, các đánh giá dần trở nên tích cực và sau cùng biến Những người bạn trở thành một trong những loạt phim hài kịch tình huống xuất sắc nhất thời đại. Các nhà phê bình khen ngợi loạt phim bởi kịch bản mang tính kiên định và sắc bén cũng như sự hợp tác ăn ý giữa các diễn viên chính. Noel Holston từ Newsday, người từng nhận xét tập phim đầu tiên "giống như muốn trở thành Seinfeld" vào năm 1994, đã bác bỏ bài đánh giá trên sau khi xem lại tập phim và cảm thấy như viết lời xin lỗi đến dàn biên kịch. Heather Havrilesky từ trang mạng Salon cho rằng loạt phim "sải bước tiến" trong mùa thứ 2, với các câu đùa cợt của từng nhân vật và các tình huống "chắc chắn có thể khiến bạn cười vang một vài lần ở mỗi tập" và chất lượng kịch bản cho phép loạt phim trở nên "độc đáo và cải tiến." Bill Carter của The New York Times gọi mùa phim thứ 8 là "sự trở lại vô cùng kinh ngạc", cảm thấy loạt phim "tạo nên những câu chuyện mới hấp dẫn và những tiếng cười lớn" và khen ngợi cách mà phim tìm được lối "trở về trái tim của những người hâm mộ." Liane Bonin từ Entertainment Weekly tuy cảm thấy chiều hướng của mùa 9 "thất vọng tràn trề" và chỉ trích sự xuất hiện của hàng loạt các khách mời là người nổi tiếng, nhưng cho rằng "phần sáng tác vẫn còn nhạy bén." Havrilesky gọi mùa phim cuối cùng "tồi tệ một cách đáng lo ngại, dở hơn những gì mà bạn có thể hình dung ở một chương trình đã từng vô cùng xuất sắc".
Các đánh giá về tập phim cuối cùng chủ yếu là trái chiều. Robert Bianco của USA Today mỏ tả nét giải trí và thỏa mãn của tập phim và khen ngợi sự dung hòa khéo léo giữa cảm xúc và hài hước trong khi đề bật mỗi nhân vật chính. Sarah Rodman của Boston Herald khen ngợi diễn xuất của Aniston và Schwimmer, nhưng cảm thấy cuộc sum họp của các nhân vật "đôi chút quá ngắn gọn, cho dù đó là những gì mà hầu hết những người hâm mộ trung thành của loạt phim mong muốn." Roger Catlin của Hartford Courant cảm thấy những người mới xem loạt phim có thể sẽ "bất ngờ với sự nhạt nhẽo của tập phim và cách mà mọi câu nói đùa gượng gạo tùy thuộc vào sự đỉnh điểm khờ khạo của nhân vật." Ken Parish Perkins trên tờ Fort Worth Star-Telegram cho rằng tập phim "cảm động nhiều hơn hài hước, thỏa mãn hơn trong việc kết thúc hơn là buồn cười thả ga." Theo sau tập cuối cùng của Những người bạn và Frasier, nhiều nhà phê bình dự đoán về số phận của thể loại phim hài kịch tình huống. Các ý kiến trải dài từ dấu hiệu của việc chấm dứt dòng phim hài kịch tình huống, một sự suy giảm nhỏ trong lịch sử của thể loại này và khả năng bị từ chối của truyền hình kịch bản khi dòng chương trình thực tế bắt đầu lên ngôi.

### Giải thưởng
Để duy trì định dạng tập thể của loạt phim, dàn diễn viên chính quyết định gia nhập vào cùng một hạng mục diễn xuất tại các giải thưởng. Bắt đầu từ mùa thứ 8, các diễn viên quyết định đệ trình vào bảng đề cử diễn viên chính thay vì ở bảng diễn viên phụ. Loạt phim giành đề cử cho tổng cộng 62 giải Primetime Emmy, giành tổng cộng 6 giải. Trong dàn diễn viên chính, duy chỉ có Aniston và Kudrow là giành giải Emmy, trong khi Cox là diễn viên duy nhất không được đề cử. Loạt phim giành giải Primetime Emmy cho "Loạt phim hài nổi bật" vào năm 2002, với các đề cử diễn ra vào năm 1995, 1996, 1999, 2000 và 2003. Loạt phim còn giành 1 giải American Comedy, 1 giải GLAAD Media, 1 giải Quả cầu vàng, 2 giải Logie, 6 giải Sự lựa chọn của Công chúng, 1 giải Satellite và 1 giải Screen Actors Guild Award.
Những người bạn còn được ghi danh trong nhiều danh sách phim truyền hình xuất sắc nhất bởi các nhà phê bình. Phim xuất hiện trong danh sách "100 chương trình truyền hình xuất sắc nhất mọi thời đại" của tạp chí Time. Trong khi tạp chí Empire xếp phim vào danh sách "50 tập phim xuất sắc nhất mọi thời đại", Hiệp hội tác giả Hoa Kỳ cũng vinh danh phim trong "101 chương trình sáng tác xuất sắc nhất" vào năm 2012. Một cuộc bình chọn do 60 Minutes và Vanity Fair tổ chức xướng danh Những người bạn là loạt phim hài kịch tình huống xuất sắc nhất mọi thời đại.
Vào năm 1997, tập "The One with the Prom Video" lọt vào danh sách "100 tập phim xuất sắc nhất mọi thời đại" của TV Guide. Cũng do trang TV Guide bình chọn, loạt phim còn xếp lần lượt ở vị trí thứ 21 trong danh sách "50 chương trình truyền hình vĩ đại nhất mọi thời đại" và vị trí thứ 28 trong danh sách "60 chương trình truyền hình sáng tác xuất sắc nhất mọi thời đại" vào năm 1997. Đọc giả của trang này còn bình chọn dàn diễn viên của Những người bạn là "Dàn diễn viên phim hài xuất sắc nhất mọi thời đại" với 29% phiếu, vượt mặt Seinfeld với 18% phiếu.

### Tỉ lệ người xem
Bảng dưới đây chỉ về tỉ lệ người xem của Những người bạn tại Hoa Kỳ, nơi loạt phim này luôn nằm trong top 10 tỉ lệ người xem truyền hình cuối cùng. Cột "Xếp hạng" chỉ lượng người xem Những người bạn khi so sánh với các loạt phim truyền hình khác trình chiếu trong cùng một khung giờ vàng theo mùa chiếu. Mùa chiếu truyền hình thường bắt đầu vào tháng 9 hàng năm và kết thúc vào tháng 5 kế tiếp, trùng với đợt tổng sắp vào tháng 5 của Nielsen. Cột "Khán giả" cho thấy lượng khán giả cho tất cả tập và mùa phim trình chiếu theo mùa thuộc khung giờ của chương trình. Các cột "Tập đầu mùa" và "Tập kết mùa" biểu thị ngày tháng trình chiếu các tập tương ứng theo mùa phim.
Tập phim đầu tiên trình chiếu trên kênh NBC vào ngày 22 tháng 9 năm 1994 từ 8 giờ 30 đến 9 giờ tối, là chương trình được xem nhiều thứ 15 trong tuần, đạt tỉ lệ người xem 14.7/23 từ Nielsen (mỗi điểm đại diện cho 954.000 căn hộ) và gần 22 triệu người xem. Trong khi đó, có 52.5 triệu người theo dõi tập phim cuối cùng vào ngày 6 tháng 5 năm 2004, trở thành chương trình giải trí được theo dõi nhiều nhất kể từ tập cuối Seinfeld vào năm 1998. Đây còn là tập phim cuối xem nhiều thứ 4 trong lịch sử truyền hình, chỉ đứng sau M*A*S*H, Cheers và Seinfeld, lần lượt theo dõi bởi 105, 80.4 và 76.2 triệu người xem. Tập phim hồi tưởng trước đó thu hút 36 triệu khán giả và tập cuối là chương trình truyền hình được xem nhiều thứ hai trong năm, chỉ đứng sau giải đấu Super Bowl. Trong toàn bộ loạt phim, tập theo dõi nhiều nhất là "The One After the Superbowl" với tổng cộng 52.9 triệu khán giả theo dõi sau khi trận Super Bowl kết thúc, thu về 29.5 tỉ lệ Nielsen và 47% cổ phần khán giả, trở thành tập phim hài kịch tình huống mở đầu sau trận SuperBowl có tỉ lệ theo dõi cao nhất.
| Mùa | Tập đầu mùa          | Tập kết mùa         | Năm       | Xếp hạng | Khán giả (triệu người) | Tập nhiều người xem nhất                             | Tập nhiều người xem nhất |
| Mùa | Tập đầu mùa          | Tập kết mùa         | Năm       | Xếp hạng | Khán giả (triệu người) | Tựa đề                                               | Khán giả (triệu người)   |
| --- | -------------------- | ------------------- | --------- | -------- | ---------------------- | ---------------------------------------------------- | ------------------------ |
| 1   | 22 tháng 9 năm 1994  | 18 tháng 5 năm 1995 | 1994–95   | 8        | 24.3                   | "The One Where Rachel Finds Out"                     | 31.3                     |
| 2   | 21 tháng 9 năm 1995  | 16 tháng 5 năm 1996 | 1995–96   | 3        | 29.4                   | "The One After the Superbowl"                        | 52.9                     |
| 3   | 19 tháng 9 năm 1996  | 15 tháng 5 năm 1997 | 1996–97   | 4        | 24.9                   | "The One Where Chandler Can't Remember Which Sister" | 29.8                     |
| 4   | 25 tháng 9 năm 1997  | 7 tháng 5 năm 1998  | 1997–98   | 4        | 24.0                   | "The One with Ross's Wedding"                        | 31.6                     |
| 5   | 24 tháng 9 năm 1998  | 20 tháng 5 năm 1999 | 1998–99   | 2        | 23.5                   | "The One After Ross Says Rachel"                     | 31.1                     |
| 6   | 23 tháng 9 năm 1999  | 18 tháng 5 năm 2000 | 1999–2000 | 5        | 20.7                   | "The One with the Proposal"                          | 30.7                     |
| 7   | 12 tháng 10 năm 2000 | 17 tháng 5 năm 2001 | 2000–01   | 5        | 20.2                   | "The One with Monica and Chandler's Wedding"         | 30.1                     |
| 8   | 27 tháng 9 năm 2001  | 16 tháng 5 năm 2002 | 2001–02   | 1        | 24.5                   | "The One Where Rachel Has a Baby"                    | 34.9                     |
| 9   | 26 tháng 9 năm 2002  | 15 tháng 5 năm 2003 | 2002–03   | 2        | 21.6                   | "The One Where No One Proposes"                      | 34.0                     |
| 10  | 25 tháng 9 năm 2003  | 6 tháng 5 năm 2004  | 2003–04   | 3        | 22.8                   | "The Last One"                                       | 52.5                     |

### Ảnh hưởng văn hóa

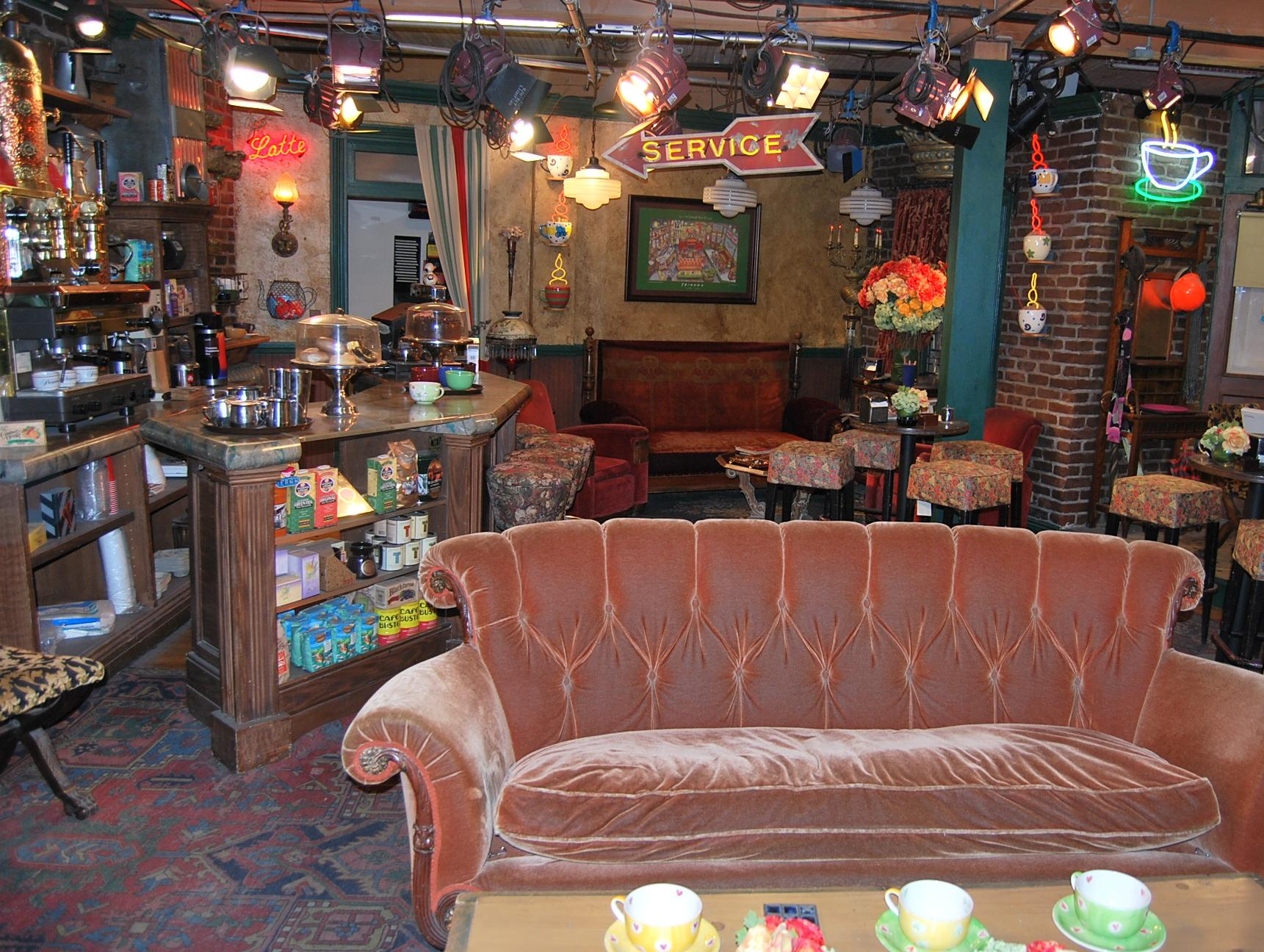
Bối cảnh quán cà phê Central Perk tại Warner Bros. Studios

Cho dù các nhà sản xuất nghĩ Những người bạn "chỉ là một chương trình truyền hình", nhiều nhà tâm lý học đã chỉ ra những ảnh hưởng văn hóa bắt nguồn từ thời gian trình chiếu loạt phim. Kiểu tóc của Aniston được gọi bằng tên "The Rachel" và sao chép rộng rãi trên toàn thế giới. Câu cửa miệng của Joey, "How you doin'?" trở thành một phần phổ biến của tiếng lóng vùng Tây Hoa Kỳ, thường sử dụng để mở lời hoặc chào bạn bè. Loạt phim còn ảnh hưởng đến ngôn ngữ tiếng Anh, với một nghiên cứu của Đại học Toronto cho thấy các nhân vật thường dùng cụm từ "so" để chỉnh sửa các tính từ thường xuyên hơn bất cứ từ nhấn mạnh nào. Cho dù người bản xứ đã dùng kỹ thuật này vào thời điểm chiếu, việc sử dụng trong loạt phim có thể đã gia tăng sự thay đổi. Thói quen bỏ ngỏ kết thúc của một câu nhằm mục đích mỉa mai của Perry cũng ảnh hưởng đến lời nói của người xem. Theo sau Sự kiện 11 tháng 9, tỉ lệ người xem tăng 17% so với mùa phim trước.
Những người bạn được nhại lại trong tập "Murder Among Friends" của Murder, She Wrote mùa thứ 12. Trong tập phim, trinh thám nghiệp dư Jessica Fletcher (Angela Lansbury) điều tra vụ án mạng của tác giả Buds, một loạt phim truyền hình hư cấu về đời sống thường ngày của một nhóm bạn thành phố. Tập phim lấy cảm hứng sau khi CBS dời Murder, She Wrote từ khung giờ đêm Chủ Nhật sang đêm thứ Năm, đối diện trực tiếp với Những người bạn trên NBC; Bruce Lansbury trích dẫn lời của Angela Lansbury, khi "bày tỏ đôi chút thái độ" về việc dời chương trình vào ngày thứ Năm, nhưng anh thấy nội dung tập phim "dàn dựng thân thiện, không mang không khí ích kỷ." Jerry Ludwig, biên kịch của tập phim, nghiên cứu "gia vị" của Buds bằng việc theo dõi các tập phim Những người bạn.
Quán cà phê Central Perk, một trong những bối cảnh chính trong loạt phim, gây cảm hứng cho nhiều nơi mô phỏng trên toàn cầu. Vào năm 2006, một doanh nhân người Iran khởi động một chuỗi quán Central Perk và đăng ký cái tên này ở 32 quốc gia. Nội thất của chuỗi quán lấy cảm hứng bởi loạt phim Những người bạn, với James Michael Tyler, người vào vai quản lý của Central Perk trong loạt phim, Gunther, cũng đến lễ khánh thành quán cà phê tại Dubai, nơi anh làm việc như một bồi bàn. Từ ngày 24 tháng 9 đến 7 tháng 10 năm 2009, một bản sao của Central Perk xuất hiện tại Đường Broadwick, Soho, Luân Đôn. Quán bán cà phê thật cho khách hàng, trưng bày các kỷ vật và đạo cụ của Những người bạn, như chiếc Cúp Geller từ tập "The One with the Football". Central Perk được tái tạo như một phần của bảo tàng trưng bày tại Warner Bros. Studios và cho thấy trên chương trình The Ellen DeGeneres Show vào tháng 10 năm 2008, cũng là lúc Jennifer Aniston đến thăm lại trường quay kể từ tập cuối vào năm 2004.
Những người bạn còn phát triển lối sống gia đình luân phiên bằng việc đại diện cho những người trẻ có đời sống gia đình khác biệt. Phim đưa ra ý tưởng "mọi điều bạn cần là những người bạn tốt", có thể xây dựng một mái ấm thông qua lựa chọn, thể hiện lối sống mới và phát triển tình bạn mà ta không được thường xuyên chứng kiến trong xã hội thông thường. Theo chuyên gia văn hóa đại chúng tại Đại học Buffalo, Những người bạn là "một trong những chương trình hiếm có đánh dấu sự thay đổi trong văn hóa Mỹ". Cùng với Sex and the City, Những người bạn từng bị chỉ trích bởi "tính quyến rũ hóa tình dục, trong khi ít đề cập đến các tác hại như mang thai hoặc bệnh tình dục" đến đối tượng khán giả vị thành niên. Trang The Guardian khẳng định Những người bạn có những ảnh hưởng lớn đến nhiều loạt phim truyền hình khác, đơn cử như How I Met Your Mother, một loạt phim hài kịch tình huống khác lấy bối cảnh tại Manhattan, với một nhóm bạn trưởng thành và có nét tương đồng giữa các nhân vật.

## Phân phối

### Phát lại
Vào mùa thu năm 2001, Warner Bros. Domestic Cable thỏa thuận cùng hãng phim TBS (cả hai đều do Time Warner sở hữu) để cung cấp phim trình chiếu lại. Warner Bros. Domestic Cable thông báo đã nhượng lại quyền cáp phụ của Những người bạn cho Nick at Nite. Warner Bros. ước tính thu về 200 triệu đô-la Mỹ từ phí cấp phép và hợp đồng quảng cáo. Nick at Nite phải trả 500.000 đô-la Mỹ cho mỗi tập trình chiếu sau 6 giờ tối trong thời gian 6 năm, kéo dài đến mùa thu năm 2017. TBS cũng tái hợp đồng với thời gian 6 năm trình chiếu giống như Nick at Nite nhưng chỉ trả 275.000 đô-la Mỹ vì trình chiếu giới hạn trước 6 giờ tối, ngoại trừ năm đầu tiên. Tính đến năm 2005, Những người bạn đã thu về 4 triệu đô-la Mỹ mỗi tập phim trong tổng số phí cấp phép 944 triệu đô-la Mỹ tiền mặt.
Ngày 5 tháng 3 năm 2012, phiên bản định dạng cao của toàn bộ 236 tập phim Những người bạn phát hành tại các trạm truyền hình địa phương, bắt đầu bằng tập phim đầu tiên. Với các tập phim phục hồi, Warner Bros. khôi phục lại những hình ảnh được cắt bên góc trái và phải màn hình, sử dụng nguồn phim gốc 35mm để trình chiếu dưới dạng màn hình rộng 16:9. Các tập phục hồi ra mắt tại New Zealand trên hệ thống TV2 từ tháng 1 năm 2011. Netflix bổ sung toàn bộ 10 mùa phim của Những người bạn theo định dạng cao vào hệ thống truyền dữ liệu của họ tại Hoa Kỳ vào ngày 1 tháng 1 năm 2015.

### Quốc tế
Những người bạn bắt đầu trình chiếu tại Anh Quốc vào năm 1994 trên Channel 4; dù vậy, năm 1996, Sky1 đã mua lại bản quyền loạt phim này. Dù Channel 4 tiếp tục chiếu vài tuần sau khi Sky1 bắt đầu phát sóng, đây vẫn là một trong những loạt phim ăn khách nhất của đài, với trung bình 2.6 triệu lượt xem mỗi tập. Năm 1999, Channel 4 ký hợp đồng 100 triệu bảng Anh để giành lại quyền chiếu Những người bạn và ER từ Sky1. Hợp đồng 3 năm cho phép Channel 4 chiếu trước những tập phim mới tại Anh Quốc và đàm phán trình chiếu trên truyền hình trả phí cùng các hãng truyền hình khác của Anh Quốc. Tập phim cuối có trung bình 8.6 triệu người xem—nhiều hơn 1/3 khán giả Anh Quốc vào thời điểm đó—và đạt mốc 8.9 triệu khán giả. Đây là lượng người xem cao nhất của Những người bạn, đánh bật tập phim tháng 6 năm 2002 với 6.5 triệu lượt xem. Những lần chiếu lại của phim tại Anh Quốc xuất hiện trên Channel 4, E4 và Comedy Central UK.
Kênh truyền hình Ireland RTÉ Two là nơi đầu tiên tại châu Âu chiếu tập cuối vào ngày 24 tháng 5 năm 2004. Những người bạn mở đầu trên sóng truyền hình Úc vào năm 1996 trên Seven Network, khi bắt đầu chiếu mùa phim thứ hai vào năm 1997 cho đến tập cuối vào năm 2004. Network Ten thông báo vào tháng 11 năm 2007 đã mua lại bản quyền trình chiếu phim tại Úc, phát sóng vào các đêm hàng tuần lúc 7 giờ tối. Chương trình sau đó xuất hiện trên Nine Network, Network Ten, GEM và trên truyền hình trả phí TV Hits, 111 Hits. TV2 chiếu trọn 10 mùa phim tại New Zealand và tiếp tục chiếu lại. Tại Serbia, chương trình ban đầu trình chiếu trên RTV Pink, sau đó chuyển sang kênh B92.
Vào năm 2003, một hãng phát hành phim Hàn Quốc tại Việt Nam từng đàm phán mua lại loạt phim này nhưng do phí bản quyền quá cao nên chào thua. Vào tháng 9 năm 2004, Đài truyền hình Việt Nam công chiếu 48 tập trong mùa 7 và 8 của Những người bạn trên kênh VTV3. Loạt phim phát lúc 18 giờ hàng ngày và thuyết minh tiếng Việt. Việc chiếu giữa chừng của đài nhận nhiều phản hồi gay gắt, khi "khiến người xem rất khó nắm bắt được nội dung câu chuyện, các mối quan hệ và nghề nghiệp của các nhân vật, dù [...] đã phát sóng hơn 10 tập. Thậm chí, vì chiếu lưng chừng nên người dịch cũng khó nắm bắt được câu chuyện, dẫn đến việc dịch phim gặp nhiều sơ suất".

### Sản phẩm
Tất cả 10 mùa phim đều phát hành dưới dạng DVD riêng lẻ và dưới dạng bộ đĩa. Mỗi mùa phát hành tại khu vực 1 bao gồm các cảnh đặc biệt và tư liệu cắt từ loạt phim, dù trình chiếu gốc khi phát hành tại Khu vực 2. Trong mùa đầu, mỗi tập được cải tiến chỉnh màu và tăng cường âm thanh. Một lượng lớn các sản phẩm của Những người bạn được nhiều công ty sản xuất. Vào tháng 9 năm 1995, WEA Records phát hành album nhạc của Những người bạn đầu tiên, Friends Original TV Soundtrack, bao gồm âm nhạc sử dụng trong các tập đã thực hiện và trong tương lai. Nhạc phim mở đầu trên Billboard 200 tại vị trí thứ 46, và bán ra 500.000 bản trong tháng 11 năm 1995. Năm 1999, album nhạc phim thứ hai Friends Again ra mắt. Các sản phẩm nhượng quyền khác bao gồm phiên bản tiếng Pháp của DVD trò chơi "Scene It?" và video trò chơi câu đố trên PlayStation 2 và PC mang tựa đề Friends: The One with All the Trivia. Vào ngày 28 tháng 9 năm 2009, một bộ đĩa phát hành tại Anh Quốc nhân kỉ niệm 15 năm của loạt phim, với những tập bổ sung, một tập hướng dẫn và nội dung đặc biệt. Warner Home Video phát hành trọn bộ loạt phim dưới định dạng Blu-ray vào ngày 13 tháng 11 năm 2012.
| Tựa đề DVD                  | Số tập | Ngày phát hành       | Ngày phát hành       | Ngày phát hành      |
| Tựa đề DVD                  | Số tập | Vùng 1               | Vùng 2               | Vùng 4              |
| --------------------------- | ------ | -------------------- | -------------------- | ------------------- |
| The Complete First Season   | 24     | 30 tháng 4 năm 2002  | 25 tháng 10 năm 2004 | 4 tháng 10 năm 2006 |
| The Complete Second Season  | 24     | 3 tháng 9 năm 2002   | 25 tháng 10 năm 2004 | 4 tháng 10 năm 2006 |
| The Complete Third Season   | 25     | 1 tháng 4 năm 2003   | 25 tháng 10 năm 2004 | 4 tháng 10 năm 2006 |
| The Complete Fourth Season  | 24     | 15 tháng 7 năm 2003  | 25 tháng 10 năm 2004 | 4 tháng 10 năm 2006 |
| The Complete Fifth Season   | 24     | 4 tháng 11 năm 2003  | 25 tháng 10 năm 2004 | 4 tháng 10 năm 2006 |
| The Complete Sixth Season   | 25     | 27 tháng 1 năm 2004  | 25 tháng 10 năm 2004 | 4 tháng 10 năm 2006 |
| The Complete Seventh Season | 24     | 6 tháng 4 năm 2004   | 25 tháng 10 năm 2004 | 4 tháng 10 năm 2006 |
| The Complete Eighth Season  | 24     | 9 tháng 11 năm 2004  | 25 tháng 10 năm 2004 | 4 tháng 10 năm 2006 |
| The Complete Ninth Season   | 24     | 8 tháng 3 năm 2005   | 25 tháng 10 năm 2004 | 4 tháng 10 năm 2006 |
| The Complete Tenth Season   | 18     | 15 tháng 11 năm 2005 | 25 tháng 10 năm 2004 | 4 tháng 10 năm 2006 |

### Bài hát dạo đầu
Vì mong muốn có một ban nhạc thực thụ thực hiện bài hát dạo đầu cho chương trình, Bright đưa ra nhiều cái tên như Natalie Merchant hay Michael Stipe từ nhóm R.E.M. nhưng cả hai đều từ chối. Là một người hâm mộ của The Rembrandts, Bright gọi đến quản lý của nhóm cùng nhã ý muốn hợp tác và nhóm đồng ý ngay lập tức. Dù The Rembrandts thường hay sáng tác âm nhạc của mình, họ lại có ít đóng góp trong bài hát "I'll Be There for You" cho Những người bạn. Đạo diễn âm nhạc Michael Skloff là người nghĩ ra giai điệu, trong khi Allee Willis cùng Kauffman và Crane sáng tác lời một đoạn nhạc 30 giây và phần điệp khúc. Danny Wilde từ nhóm The Rembrandts chia sẻ "Chúng tôi chỉ chỉnh lại đôi chút lời nhạc, Phil nghĩ ra đoạn guitar trứ danh đầu bài hát và chúng tôi trở lại vài ngày sau đó để thu âm phần thân và điệp khúc." Quá trình thực hiện diễn ra trong vòng 3 ngày.
Trong thời gian bài hát lên sóng cùng chương trình trong mùa 1, The Rembrandts không được xuất hiện trong phần ghi danh. Từ khi loạt phim trở nên nổi tiếng, các đài phát thanh Hoa Kỳ nhận nhiều yêu cầu phát "nhạc nền phim Những người bạn", tuy bài hát chỉ dài có vỏn vẹn 40 giây và không đủ để phát hành làm một đĩa đơn. Sau khi các DJ tại trạm phát thanh Nashville phối bài hát thành một phiên bản bổ sung của riêng mình, hãng thu âm đã đề nghị nhóm đến thu âm bài hát dưới dạng đĩa đơn đầy đủ tại một phòng thu tại Los Angeles. Từ khi phát hành làm đĩa đơn, "I'll Be There for You" đạt đến vị trí thứ 17 trên Billboard Hot 100 và giữ ngôi quán quân trên các bảng xếp hạng Hoa Kỳ trong 11 tuần liên tiếp. Bài hát tiếp tục được hãng thu âm đưa vào album phòng thu thứ 3 đạt chứng nhận Bạch kim của nhóm, L.P. (1995).

## Ngoại truyện

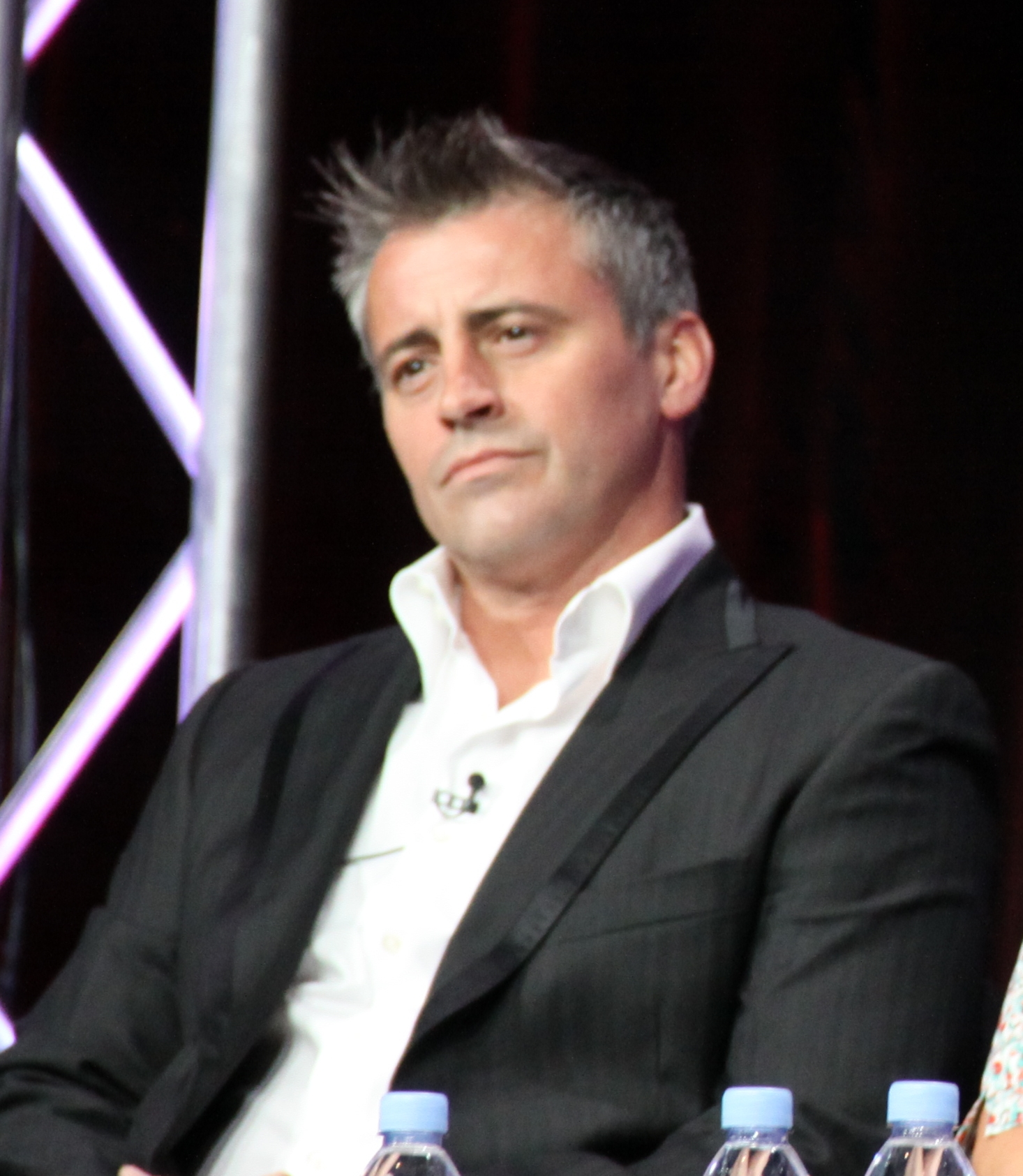
LeBlanc hy vọng bằng chương trình mới của riêng mình, Joey, "gần như là nhân vật ít khai thác nhất" trong Những người bạn, sẽ có thể phát triển nhiều hơn.

### Joey
Sau tập cuối vào năm 2004, LeBlanc ký hợp đồng cho loạt phim ngoại truyện Joey, theo chân nhân vật Joey đến Los Angeles để theo đuổi nghiệp diễn viên. Kauffman và Crane không có hứng thú với phiên bản ngoại truyện, dù Bright đồng ý đồng sản xuất loạt phim cùng Scott Silveri và Shana Goldberg-Meehan. NBC tăng cường quảng bá cho Joey và đưa phim vào khung giờ cũ vào lúc 8 giờ của Những người bạn. Tập phim đầu tiên theo dõi bởi 18.60 triệu khán giả, nhưng tỉ lệ người xem tiếp tục giảm trong hai mùa phim, với trung bình 10.20 triệu người xem trong mùa đầu và 7.10 triệu người xem trong mùa cuối. Tập cuối của phim chiếu vào ngày 7 tháng 3 năm 2006 với 7.09 triệu khán giả; và bị NBC dừng phát sóng vào ngày 15 tháng 5 năm 2006 chỉ sau 2 mùa. Bright đổ lỗi cho sự hợp tác giữa nhân viên NBC, xưởng phim và các nhà sản xuất vì sớm phá hủy loạt phim:
Trong Những người bạn, Joey là một gã lăng nhăng, nhưng ta cảm mến sự khai thác về anh ta. Anh ta là một người bạn đáng quý, một chàng trai mà bạn biết có thể dựa dẫm vào. Joey sau đó bị mổ xẻ thành một chàng trai thất nghiệp, không thể cưa cẩm được một cô gái. Anh ta trở nên lâm ly và bi đát. Tôi cảm thấy anh ấy bị chuyển hướng sai, nhưng tôi lại không được nghe gì.— Kevin S. Bright về lý do hủy Joey.

### Dự án phim
Sau khi kết thúc tập cuối, nhiều tin đồn nổi lên về một bộ phim điện ảnh Những người bạn, cho dù chúng đều được chứng minh là sai. Tin đồn về một bộ phim quay trở lại sau khi Sex and the City phát hành vào năm 2008 và đạt thành công về thương mại. Tờ The Daily Telegraph loan tin các diễn viên chính đã đồng tình tham gia vào dự án điện ảnh vào năm 2008 và dự kiến bấm máy trong vòng 18 tháng tới. Khi được hỏi về bộ phim, Kudrow chia sẻ mình không để ý đến câu chuyện nhưng cảm thấy ý tưởng trên rất thú vị. Đạo diễn công khai của hãng Warner Bros., Jayne Trotman, cho rằng "câu chuyện này không đáng tin", và nữ đại diện cho Perry phát biểu rằng "không có điều gì diễn ra như thế, vậy nên tin đồn là sai sự thật." Nhà đồng sáng lập Marta Kauffman chối bỏ những tin đồn tái hợp vào năm 2003, cho rằng "Những người bạn nói về thời gian khi bạn bè là gia đình của bạn và một khi đã có gia đình, ta không cần đến nó nữa." Kudrow và Cox chia sẻ cùng Associated Press vào tháng 1 năm 2010 rằng họ chưa hề tìm đến Crane và Kauffman để thực hiện phiên bản điện ảnh của loạt phim. Đến đầu năm 2020, lần lượt 6 diến viên thủ vai chính trong bộ phim đăng hình ảnh phim trên mạng xã hội với chú thích: "It's happening." (dịch: "Chuyện ấy đang xảy ra.") (riêng LeBlanc lại đăng một bức ảnh khác với ý nghĩa đùa vui) và tag tên nhà đài hiện đang sở hữu bản quyền Những người bạn trực tuyến là HBO Max, làm nhiều người hâm mộ tin rằng sẽ có một phiên bản tái hợp của các thành viên trong tương lai gần.